# 梅德文卡 (库尔斯克州)
梅德文卡（羅馬化：Medvenka）是俄罗斯库尔斯克州的市级镇、梅德文卡区行政中心，位于杰斯纳河主要支流谢伊姆河流域内一小河梅德文卡河畔，地处库尔斯克州中南部，在州府库尔斯克南偏西方。M2公路（克里米亚公路）穿过该地。
该地2021年人口有4,191人；2010年人口4,398；2002年人口4,595；1989年人口4,446。